# Durio grandiflorus
Durio grandiflorus là một loài thực vật có hoa trong họ Cẩm quỳ. Loài này được (Mast.) Kosterm. & Soegeng mô tả khoa học đầu tiên năm 1958.. Loài này có ở Brunei Darussalam và Malaysia (Sabah, Sarawak).